# شویناو
شویناو (به آلمانی: Schwienau) یک شهر در آلمان است که در Uelzen واقع شده‌است. شویناو ۷۸۱ نفر جمعیت دارد.